# Гридина (река)
Гридина (Мурашева) — река в России, протекает на севере Карелии. Впадает в Белое море у села Гридино в Кемском районе, однако большая часть течения реки находится в Лоухском районе.
Участок от Позенского озера до устья называется Гридина, от озера Мурашева до Позенского — Мурашева.
Длина реки составляет 72 км (с учётом многочисленных проток между озёрами выше по течению, чем Позенское озеро), площадь водосборного бассейна — 540 км².
| Средний расход воды (м³/с) реки Гридины по месяцам и за год с 1945 по 1988 гг. (замеры производились на гидрологическом посту в районе с. Гридино, в 0,2 км от устья) |

## Бассейн
Гридина течёт через озёра:
- Телячье
- Масельга
- Ланозеро
- Пиземское
- Мурашево
- Позенское

Также к бассейну Гридины относятся озёра:
- Большое Воронское
- Малое Воронское
- Малое Позенское
- Рыбное
- Язевое

## Данные водного реестра
По данным государственного водного реестра России, относится к Баренцево-Беломорскому бассейновому округу, водохозяйственный участок реки — реки бассейна Белого моря от западной границы бассейна реки Нива до северной границы бассейна реки Кемь, без реки Ковда. Речной бассейн реки — бассейны рек Кольского полуострова и Карелии, впадает в Белое море.
Код объекта в государственном водном реестре — 02020000712102000001967.